# Jacques Dufresne (abbé)
Pour les articles homonymes, voir Jacques Dufresne.
Jacques Dufresne, né à Livarot le 12 décembre 1732, mort à Sées le 24 janvier 1832, prêtre, est député du clergé aux États généraux de 1789.

## Biographie
Jacques Dufresne devint prêtre, curé de Mesnil-Durand (actuellement dans le Calvados). Il fut brièvement, avant la Révolution, l'instructeur du jeune Louis Du Bois, historien normand. 
Il fut élu député du clergé aux États généraux, le 27 mars 1789, par le bailliage d'Alençon, et suivit la majorité de son ordre.